# EL/M-2075
EL/M-2075 Phalcon je izraelský letoun včasné výstrahy a řízení (AWACS) a aktivní radar vyvinutý společnostmi Israel Aerospace Industries a Elta Systems. Vzniklo na bázi Boeingu 707 .

## Konstrukce
EL/M-2075 dokáže v reálném čase poskytovat vzdušným silám zpravodajské informace. Letadlo v době míru uskutečňuje hlídkování v příhraničních oblastech a v době války zabezpečuje řízení vzdušných sil, které je nezbytné k dosažení vzdušné převahy. Letadlo je vybaveno systémem Phalcon, který se skládá z radaru typu AESA, identifikátoru vlastní-cizí, jakož i systémů elektronického a komunikačního zpravodajství.
EL/M-2075 nevyužívá systém mechanicky rotující antény, jako některá jiná letadla AWACS, ale radar s aktivním elektronickým skenováním (AESA). Tento radiolokátor se skládá ze 768 modulů a poskytuje pokrytí v rozsahu 360 stupňů. Radar dokáže detekovat i nízko letící objekty na vzdálenost stovek kilometrů během dne a noci a za jakýchkoliv povětrnostních podmínek. Oproti mechanicky rotující anténě umožňuje i sledování rychle manévrujúcich cílů.
Letadlo je vybaveno také systémem ELINT (elektronické zpravodajství), který přijímá, analyzuje a vyhledává radarové signály. Systém COMINT (komunikační zpravodajství) dokáže přijímat signály v UHF, VHF a HF pásmu, což mu umožňuje zachycovat leteckou, lodní nebo pozemní komunikaci.

## Uživatelé
Chile
Chilské letectvo - provozuje jedno letadlo pod označením Condor.
 Izrael
Izraelské vojenské letectvo - vyřazen (nahrazen stroji EL/W-2085).

## Specifikace

### Technické údaje
- Rozpětí: 44,6 m
- Délka: 44,4 m
- Výška: 12,9 m
- Nosná plocha: 283,4 m²
- Pohonná jednotka: 4 × dvouproudový motor Pratt and Whitney JT3D-3B

### Výkony
- Maximální rychlost: 973/h
- Dolet: 6 920 km